# Țestoasele Ninja: Haosul mutanților

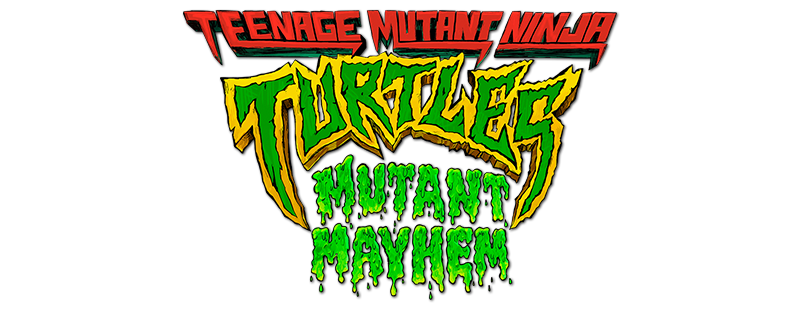

Țestoasele Ninja: Haosul mutanților (în engleză Teenage Mutant Ninja Turtles: Mutant Mayhem) este un film de animație cu Țestoasele Ninja din 2023 de Jeff Rowe și Kyler Spears. Rolurile principale (de voce) au fost interpretate de Paul Rudd, Giancarlo Esposito, Rose Byrne, Jackie Chan, Seth Rogen.